# Listă de atentate teroriste în România
Aceasta este o listă a atentatelor teroriste reușite sau eșuate de pe teritoriul României din secolul al XX-lea până în prezent. În această listă nu vor fi incluse asasinările politice ( Lista oamenilor asasinați de legionari ) sau crimele organizate, ci doar acțiunile care au fost catalogate ca și ,,acte teroriste’’.

## Definiția terorismului
Prin terorism, conform art.1 din Legea nr. 535 din 25 noiembrie 2004 (actualizat la zi prin legea nr. 58 din 8 aprilie 2019) privind prevenirea și combaterea terorismului înțelegem: 
,,Terorismul reprezintă acele acțiuni, inacțiuni, precum și amenințări cu privire la acestea, care prezintă pericol public, afectează viața, integritatea corporală sau sănătatea oamenilor, factorii materiali, relațiile internaționale ale statelor, securitatea națională sau internațională, sunt motivate politic, religios sau ideologic și sunt săvârșite în unul din următoarele scopuri:
a) intimidarea populației sau a unui segment al acesteia, prin producerea unui puternic impact psihologic;
b) constrângerea nelegitimă a unei autorități publice ori organizații internaționale să îndeplinească, să nu îndeplinească sau să se abțină de la îndeplinirea unui anumit act;
c) destabilizarea gravă sau distrugerea structurilor politice fundamentale, constituționale, economice ori sociale ale unui stat sau organizații internaționale;

## Atentate teroriste reușite pe teritoriul României
- 1920, 8 decembrie - Atentatul din Senatul României din 1920 prin instalarea și amorsarea unei bombe artizanale plasată în sala Senatului României, de către un grup anarhist-terorist format din membri comuniști de extremă stângă. Atentatul trebuia să ducă la o “ridicare a maselor” și la haos, la răsturnarea monarhiei și la instalarea unui regim Bolșevic în Romania. Atacul a fost pus la care de către Max Goldstein (conducătorul grupului), Saul Osias și Leon Lichtblau.

Explozia i-a ucis pe Ministrul Justiție, Dimitrie Greceanu, pe senatorii Demetriu Radu și Spirea Gheorghiu. În urma atentatului  au fost și răniți printre care președintele Senatului, Constantin Coandă, episcopul ortodox Nifon Nicolescu și episcopul ortodox Roman Ciorogariu.
În octombrie 1921, Goldstein a fost arestat în timp ce încerca să intre clandestin în România venind de la Ruse (Bulgaria), iar pe 28 iunie 1922 a fost condamnat la muncă forțată pe viață. Ceilalți inculpați au fost condamnați la pedepse între o lună și 10 ani de muncă forțată.
- 1921, 13 decembrie - Bombardarea Palatului Bolgrad  a reprezentat unul dintre cele mai mortale atentate din istoria Europei.

Pe această dată, o bombă a fost aruncată în Palatul Siguranței din Bolgrad, România (azi în Ucraina). În urma acestui atentat au murit 100 de oameni, soldați și ofițeri de poliție. Se suspectează că teroriștii ar fi fost separatiști basarabeni.
- 1924, 15-18 septembrie - Rebeliunea din satul Tatar Bunar a fost o operațiune teroristă efectuată în Basarabia (pe vremea aceea parte din România) de un grup de separatiști comuniști.

După ce, pe 12 septembrie, au prădat satul Nicolaevca din județul Ismail, jefuind și dând foc caselor țăranilor și primăriei și ucigându-l pe primar și pe soția sa, agitatorii de peste Nistru au ajuns în satul Tatar Bunar. Acolo ei au tăiat firele de comunicații și au oprit poșta, izolând satul, și au proclamat alipirea Basarabiei la Uniunea Sovietică. Țăranii care n-au vrut să coopereze au fost uciși. În tot acest timp, artileria rusă făcea exerciții de tragere pe malul fluviului, pentru a intimida populația. După 3 zile trupele române preiau controlul satului. Atacatorii fug, dar sunt în final prinși și arestați.
- 1984, 4 decembrie - Asasinarea viceconsulului Ambasadei Iordaniei Azmi Al-Mufti la București a reprezentat singura situație în istoria antiteroristă națională în care structurile specializate nu au surprins amenințarea înainte de a se materializa. Viceconsulul a fost împușcat mortal de Ahmad Mohammed Ali Al-Hersh, un iordanian de origine palestiniană aflat la studii în România, la ordinele organizației teroriste palestiniene Fatah, ce dorea să dea un avertisment statelor pe care le considera ostile poporului palestinian. În 1985, atacatorul a fost condamnat la 20 de ani de închisoare.[4][5]

- 1985, 26 mai - Atentatul cu bomba de la Grozăvești două dispozitive explozive improvizate au fost amplasate sub două mașini parcate în fața căminelor studențești din complexul studențesc Grozăvești din București. Atentatul a fost pus la cale de patru adepți ai Frăției Musulmane și viza studenți sirieni din România, considerați dușmani ai organizației.

Forțele USLA au intervenit rapid pentru a gestiona situația și a evita rănirea studenților. Primul pas a constat în devierea circulației și evacuarea căminelor și a imobilelor din apropiere. În timp ce ofițerii USLA studiau una dintre bombe, au observat că aceasta avea incorporate două siguranțe de dezamorsare. Chiar dacă nu dispuneau de suportul tehnic necesar, un superior din Departamentul Securității Statului le-a ordonat să neutralizeze dispozitivul. 
Din păcate, demersul a avut urmări tragice, soldându-se cu moartea celor doi ofițeri USLA: locotenent colonel Donner P. Alecsandru (50 de ani) și căpitan Vidrean I. Ion (33 ani). Ulterior, prin utilizarea de tehnică specializată, cel de-al doilea dispozitiv a fost dezamorsat, fără a se mai înregistra victime.
- 2002, 06 noiembrie - Atentatul cu grenada de la Liceul Jean Monnet a fost comis de către Dragoș Ciupercescu, primul român condamnat pentru terorism. În noaptea de 10 spre 11 august 2002, bărbatul a furat, din depozitul de muniții al UM 01348 din București, șapte grenade de mâna defensive tip F1, zece focoase destinate acestui tip de muniție și 144 de cartușe calibrul 7,65 pentru pistolul Carpați Md. 1974.

În 6 noiembrie 2002, Ciupercescu a detonat pe trotuarul din fața Liceului "Jean Monnet", din Capitală, una dintre grenadele sustrase, rănind cinci elevi. Câteva zile mai târziu, pe 14 martie 2003, a amplasat o altă grenadă pe o alee frecventată din Parcul Cișmigiu, dar grenada nu a explodat. A fost arestat la 24 martie 2003, iar la 13 octombrie 2003, a fost trimis în judecată de procurorii militari.
În 2007 a fost condamnat definitiv la 18 ani de închisoare pentru  furt calificat, rupere de sigilii, nerespectarea regimului armelor și munițiilor, nerespectarea regimului materiilor explozive, tentativă la infracțiunea de omor calificat, tentativă la infracțiunea de omor deosebit de grav, distrugere și acte de terorism.

## Atentate teroriste eșuate pe teritoriul României
- 1973 - Atentatul asupra Ambasadei Israelului de la Bucuresti de către organizatia terorista palestiniana Septembrie Negru. Departamentul Securității Statului au recrutat ca informator un palestinian de origine siriană al cărui frate făcea parte din organizația teroristă menționată mai sus. Acesta a furnizat informații cu privire la arme care au fost introduse in țară, la Giurgiu, iar într-o săptămână urma să atace Ambasada Israelului din România, împreuna cu un grup întreg de palestinieni. Grupul a fost filat, iar după ce s-au cazat la un hotel de pe Calea Victoriei din București au fost abordați de către ofițerii de securitate.

Conform spusele colonelului (r) Botofei din cadrul DSS: „Au fost cooperanți și i-am făcut să renunțe la acțiune: s-au dus pe lângă Ambasada Israelului și au văzut ce forțe erau acolo, ce dispozitive erau și au comunicat prin Iugoslavia ca este imposibil a se acționeze”.
Gruparea a fost dusă la la graniță cu Republica Populară Bulgaria, la Giurgiu și au fost lăsați să plece.
- 1975, 24 august - doi membri ai organizației teroriste germane Rote Armee Fraktion au intrat în România. Înainte de sosirea acestora, ofițerii antiteroriști au aflat că teroriștii intenționează să execute un atac și dispun de armamentul necesar pentru a-și pune planurile în aplicare. În baza informațiilor furnizate de ofițerii antiteroriști, organele competente au realizat o percheziție asupra autoturismului celor doi teroriști. În mașina pe care o conduceau au fost găsite documente false, arme, grenade, explozivi plastici și alte materiale periculoase. Cei doi urmau să se întâlnească cu un palestinian care făcea parte din conducerea organizației Septembrie Negru, pentru a preda armamentul și a organiza un atac terorist. Armamentul a fost confiscat, iar cetățenii germani au fost scoși din țară și declarați persoane indezirabile pentru România.[4][5]

- 1977, 19 noiembrie - Ocuparea Ambasadei Egiptului de la Bucuresti  prin forță de un grup format din aproximativ 100 de studenți irakieni, situația necesitând intervenția Detașamentului Special de Intervenție  Antiteroristă. Incidentul a debutat în momentul în care șoferul unui autobuz a fost forțat de către studenții irakieni aflați în autovehicul să oprească în fața clădirii ambasadei, aflată la intersecția dintre bd.Dacia și str. Polonă. Câțiva irakieni au coborât din autobuz, restul alăturându-li-se pe jos. În decurs de câteva secunde, aceștia au escaladat gardul dinspre bulevard și au pătruns cu forța în interior. Modalitatea concertată în care au acționat a evidențiat o riguroasă planificare a atacului. Alertat imediat, detașamentul de luptători antiteroriști a sosit cu două echipaje la locul evenimentului și în doar câteva minute a reținut mare parte din studenții irakieni, punând capăt atacului. Intervenția nu s-a soldat cu victime, acțiunea antiteroristă derulându-se fără să se tragă nici un foc de armă. [4]

- 1983 - Zborul București-Damasc/Siria  Autoritățile române au identificat doi cetățeni libanezi care au intrat în România cu acte de călătorie false (pașapoartele erau turcești, iar vizele erau obținute în scop turistic). În urma demersurilor informative derulate de USLA, a fost rapid stabilită apartenența acestora la o organizație teroristă arabă și scopul real al vizitei celor doi: indivizii intenționau să se îmbarce într-o aeronavă cu ruta București - Damasc , să amplaseze bombe incendiare la bordul avionului și, după aterizarea în Damasc, să le declanșeze cu ajutorul unei telecomenzi. Cei doi teroriști au fost reținuți, declarați indezirabili pentru România și expulzați.[4][5]

- 1991 - Atentatul asupra ambasadorului indian Julio Francis Ribeiro de către un comando indian format din patru indivizi aparținând organizației teroriste indiene Babbar Khalsa. Atentatul a avut loc în timp ce ambasadorul se plimba cu soția sa pe un bulevard din nordul Capitalei. Cei patru teroriști s-au deplasat la locul atentatului cu un autoturism cu numere de înmatriculare românești pentru a nu atrage atenția asupra lor. În momentul în care atacatorii s-au apropiat de soții Ribeiro, doi dintre aceștia au coborât din mașină și au deschis focul asupra lor. Echipa ce asigura protecția antiteroristă de la distanță a intervenit rapid și i-a salvat pe cei doi. Unul dintre atacatori a fost ucis, doi au fost arestați, iar un al patrulea a reușit să scape. Asupra atacatorilor au fost găsite automate Kalașnikov, o armă semiautomată și cartușe.[4]

- 1992, aprilie - Dispozitivul exploziv din Parcul Herastrau (Parcul Regele Mihai I al României) este cea mai puternică bombă artizanală dezamorsată de specialiștii români. Dispozitivul avea șase kilograme de exploziv plastic C4 și aproximativ  2.000 de bile de oțel de 11 milimetri diametru. Bomba a fost amplasată în portbagajul unui autoturism Citroen parcat pe aleea de acces către restaurantul Pescăruș din parcul respectiv si era alimentată de la bateria mașinii și acționată cu o telecomandă radio. Există suspiciuni că dispozitivul a fost creat de către un cetățean de origine iraniană, iar ținta principală era atunci un cetățean irakian, cunoscut drept un apropiat al regimului de la Bagdad. [9][10]

- 1993 - Intervenția BAT la Ambasada Sudanului din București unde un grup de protestatari format din 15 studenți sudanezi sechestraseră personalul diplomatic. Pe durata incidentului, protestatarii au aruncat cocktail-uri Molotov în interiorul ambasadei. Echipele de intervenție au executat asaltul și au reușit să evacueze personalul diplomatic, studenții sudanezi fiind reținuți și predați organelor de aplicare a legii.[4]

- 1999, februarie - Dispozitivul exploziv din benzinăria ''Istanbul Petrol'' din București de pe șoseaua Bucuresti-Giurgiu se afla într-o mașină abandonată. Există suspiciunea că dispozitivul a fost plasat de către Partidul Muncitorilor din Kurdistan, catalogat drept organizație teroristă. Ținta: proprietarul benzinăriei, un cetățean turc, a declarat în fata anchetatorilor că “ar fi avut probleme cu PKK pentru că nu și-ar fi plătit la timp taxele datorate organizației”. Explozia ar fi avut efecte devastatoare dacă nu era dezamorsată, datorită locației în care era amplasată (benzinăria).[9]

- 2000, 8 aprilie - Dispozitivul exploziv din fața localului “Irish Pub” din Piața Universității din București se afla sub o mașină parcată în fața localului. Dispozitiv improvizat de tip țeavă cu diametrul de aproximativ opt centimetri, umplut cu exploziv plastic (Semtex) și telecomandat prin radio, era plasat chiar sub scaunul șoferului. Există suspiciunea că dispozitivul a fost plasat de către Partidul Muncitorilor din Kurdistan, catalogat drept organizație teroristă Ținta: proprietarul mașinii, un cetățean turc de origine kurdă, rudă a unuia dintre liderii filialei din România a PKK. Explozia ar fi avut efecte devastatoare dacă nu era dezamorsată, datorită locației în care era amplasată, fiind o zonă aglomerată și plină de turiști[9][10]

- 2006, 27 iunie - Atentatul cu mașină-capcană din Timiș a fost dejugat de către forțele Serviciul Român de Informații (Brigada Antiteroristă). În urma unei monitorizări de doi ani, autoritățile române l-au capturat pe Lesch Florian Ioan la 35 km distanță de Timișoara, orașul în care intenționa să detoneze telecomandat mașina-capcană pe care o conducea și în care plasase un IED construit în urma consultării unor schițe de pe internet (două butelii cu gaz metan și un telefon mobil la a cărui sonerie era atașat un aprinzător electric de aragaz). În cursul anchetei post incident s-a stabilit că bomba era funcțională și în cazul detonării, ar fi provocat distrugeri substanțiale. Lesch Florian Ioan s-a convertit la islam la finalul anilor  ́90 și s-a autoradicalizat sub influența internetului. Acesta a promovat în cercul său de relații și pe internet mesaje extremiste și îndemnuri la acțiune împotriva României, motivate de implicarea militară a țării în lupta împotriva terorismului internațional. În 2008, atacatorul a fost condamnat definitiv la 12 ani de închisoare pentru acte de terorism. Mai este cunoscut ca și teroristul în șlapi.[4][11]

- 2012, 13 decembrie - Atentatul asupra diplomatului britanic care a fost oprit de către Serviciul Român de Inforrmații (Brigada Antiteroristă)  au dejucat un atac asupra unui diplomat al ambasadei britanice la București ce urma să fie comis de un irakian, rezident în Finlanda, sub motivația „invaziei occidentale” din Irak. În baza comportamentului suspect manifestat, individul a fost reținut de cadrele autoritățile române în apropierea ambasadei Marii Britanii, în momentul în care intenționa să acționeze. Atacatorul, care avea asupra sa arma albă cu care urma să săvârșească fapta, fusese implicat în trecut în acțiuni teroriste în Irak și dispunea de pregătire militară care i-ar fi permis să execute atacul în cazul în care nu ar fi fost surprins de cadrele Brigăzii.[4]

- 2013, 8 iulie - Atentatul de la Universitatea din Iași  a fost săvârșit de către Constantin Oliver Stan, cetățean român cu probleme psihice neafiliat unei organizații teroriste a încercat să detoneze un exploziv improvizat pe care îl avea asupra sa într-o sală de curs a Facultății de Telecomunicații din cadrul Universității „Alexandru Ioan Cuza” din Iași, în timpul examenului de licență. La nivelul comunității de intelligence din România acesta nu este considerat terorist, însă a acționat în baza unui modus operandi specific terorist.

Individul, fost student al Facultății de Electronică și Telecomunicații din Iași, a intrat într-o sală în care se aflau 45 de studenți și patru profesori și a anunțat că are asupra sa o bombă pe care o va detona dacă nu vine poliția să discute cu el. În timp ce persoanele aflate în sală încercau să îl convingă să renunțe la demers, într-un moment de agitație, acesta a acționat accidental dispozitivul, care nu a explodat din cauza confecționării deficitare a mecanismului de declanșare. Doi dintre studenți l-au imobilizat și au chemat autoritățile care l-au reținut.
Dispozitivul artizanal (IED) avea la bază un proiectil neexplodat din Primul Război Mondial la care era atașată o capsă pirotehnică declanșabilă printr-un sistem mecanic. De asemenea, acesta avea asupra sa 12 litri de benzină. 
În prezent, atacatorul, care fusese diagnosticat întrecut cu schizofrenie-paranoidă, se află într-un spital de psihiatrie cu regim de penitenciar.

## Atentate care au fost inițial considerate ca fiind „teroriste”
- 1995, 9 martie -  Mașină capcană care a explodat în fața Palatului de Justiție din Suceava  în care un polițist a fost ucis și alți cinci au fost răniți de explozia. Ministrul de Interne din acea perioada, Doru Ioan Tărăcilă, dupa producerea incidentului a declarat ca: ,,actul terorist de tip mafiot care s-a produs la Suceava reprezintă, prin consecințele sale, „un atentat la adresa democrației, a statului de drept și a forțelor de ordine publică''. Ulterior, s-a aflat că explozia a fost comandată de o soție infidelă care vâna averea soțului.

În mai puțin de 24 de ore autoritățile au reușit să-i aresteze pe suspecți și să prezinte filmul evenimentelor. Totul a pornit de la procesul de divorț dintre soții Adrian și Veta Borș. Căsătoriți în 1986, cei doi au avut o căsnicie cu numeroase probleme. Acuzând infidelitatea soției, Adrian Borș a cerut divorțul. Cum proprietar în acte pe bunurile familiei era doar bărbatul, Veta Borș pus la cale asasinarea soțului pentru a rămâne cu toată averea: trei autoturisme, o moară, o cârciumă în Praxia, hanul „Dolce Vita” din Boroaia, un apartament, o casă la țară.
În noaptea de 8 spre 9 martie 1995, cu ajutorul Ionelei Pădureț, ospătar la „Dolce Vita”, Neculai Pralea ( un recidivist, condamnat în trecut pentru dezertare și tentativă de trecere ilegală a frontierei ) instalează bomba artizanală sub mașina lui Adrian Borș, un Opel Kadett, parcată în fața blocului în care locuia.
  Dispozitivul era compus din 200 de grame de dinamită, o capsă electrică și o baterie Varta, toate introduse într-o cutie de dimensiunile 30x15x25 centimetri, prevăzută cu un magnet care a fixat-o pe caroseria mașinii. Bomba avea un fir liber, neizolat, lăsat astfel în mod deliberat pentru a produce contactul electric la cel mai mic balans al mașinii.
  Deși joi, până la amiază când a parcat lângă Tribunal, bărbatul s-a plimbat cu mașina prin tot orașul, explozia nu s-a declanșat. La tribunal, Adrian Borș a văzut bomba și a alertat colegii care au intervenit cu un echipaj de pirotehniști.
  Locotenentul major Mihai Alupoae a desfăcut bomba de sub autoturism și crezând că a dezarmat-o a încercat să o transporte la autospeciala echipajului de pirotehniști. A fost avertizat un coleg despre firul desprins, a așezat bomba pe carosabil, moment în care s-a produs explozia. Mihai Alupoae a murit pe loc, fiind răniți grav lt.maj. Gheorghe Muraru și cpt. Dan Frăsineanu, și ușor col. Ioan Tcaciuc, subofițerii Ioan Abuhăencei și Constantin Todiraș și ținta atacului, proprietarul autoturismului, Adrian Borș.
  Suspecții au fost prinși în doar câteva ore. Veta Borș a fost condamnată la 20 de ani de închisoare, iar ceilalți trei complici au primit închisoare pe viață. Neculai Pralea (33 ani) a fost acuzat de omor calificat și tentativă la omor, Veta Borș (33 ani) de instigare la omor, iar Ionela Pădureț (18 ani) și Vasile Ungureanu, zis Torpilă, au fost acuzați de complicitate la infracțiunea de omor calificat.
- 2001, 5 noiembrie - Grenada amplasată în mașină ofițerului de poliție din Focșani/Vrancea a rămas un mister până in prezent. Tentativă eșuată de a asasina ofițerul de poliție Nicolae Lupu din cadrul Biroului Economic Focșani a fost clasată ca și act de terorism, din cauza urmărilor care s-ar fi putut întâmpla dacă se declanșa grenada. Arma   ofensivă, de producție rusească a fost fixata in partea din fata dreapta pe lonjeron cu o banda adeziva. De inelul pirghiei de siguranta a fost legata o sfoara din materiale sintetic, iar celalalt capat al sforii a fost legat de una din paletele ventilatorului, astfel incit la pornirea motorului trebuia sa se declanseze explozia prin smulgerea cuiului de siguranta. Deflagratia nu s-a produs pentru ca inelul de siguranta, confectionat dintr-un metal moale, s-a desfacut, cuiul percutor raminind fixat in pozitia initiala. În cauza s-au aflat în primă fază șase suspecți, printre care și doi cetățeni din Republica Moldova, care au fost dați în urmărire generală. [15]

- 2015, 1 decembrie - „Atentatul cu bombă” de parada de 1 Decembrie cu ocazia zilei naționale a României, se presupune că un lider al Mișcării de Tineret 64 (HVIM) ar fi intenționat să detoneze un dispozitiv exploziv la Târgu Secuiesc. În urma acestui atentat, Beke István Attila a fost suspectat de terorism și arestat pentru 30 de zile. Înalta Curte de Casație si Justiție i-a condamnat definitiv pe Beke István Attila și Szőcs Zoltán la câte cinci ani de închisoare pentru infracțiunea de acte de terorism.